# Rajadhiraja I
Kōpparakēsarivarman Rājādhiraja Chōla (Rajadhiraja Chola) fou un emperador del segle xi de l'imperi indi dels Chola, successor del seu pare, Rajendra I Choladeva. Durant el seu llarg regnat, va ajudar el seu pare a conquerir molts territoris i va mantenir l'autoritat Chola sobre la major part de Sri Lanka, Vengi, Kalinga, etc. o les relacions amb els dominis exteriors malgrat una sèrie de revoltes en els territoris. Les referències de Rajadhiraja Chola mostren que fou un lluitador nat que fou capaç de mantenir un vast i expansiu imperi amb territoris fins i tot a fora de les costes de l'Índia. Fou un gran guerrer que sempre va dirigir la lluita anant al davant. La seva vida és un testimoni de un rei que va lluitar les seves guerres pròpies braç a braç amb els seus homes a la línia de front. Va realitzar el sacrifici del cavall i va guanyar el títol Jayamkonda Cholan (El Chola Victoriós). Fou també conegut com a Vijaya Rajendra Chola (el victoriós Rajendra Chola). Un dels seus predecessors, Rajaraja I també havia assumit el títol de Jayangonda Chola cap al final del seu regnat.

## Llarg aprenentatge
Rajadhiraja Chola va ser designat co-regent molt d'hora en el seu regnat (1018). D'aquell dia en endavant el pare i el fill van governar junts i van compartir les càrregues de l'imperi, fins que se'n va fer càrrec en 1044. De les inscripcions de Rajadhiraja és evident que aquest sobirà governava en ple estatus reial en temps del seu pare. Rajadhiraja va estar al front de la majoria de les campanyes militars del seu pare.

## Campanyes militars

### Revoltes a Ceilan
El text budista Mahavansa mostra que els anys que segueixen la derrota i deportació del rei singalès Mahinda V per Rajendra I Chola el 1017 van seguir amb revoltes i anarquia dels singalesos contra el govern dels invasors Chola. Mahinda va ser capturat i transportat al país Chola com a presoner i allí va morir 12 anys més tard. El fill de Mahinda, Kassapa, va organitzar la resistència contra els ocupants Chola i fou el centre de la revolta.
Kassapa va aconseguir fer front a gairebé 95,000 homes de l'exèrcit Chola durant més de sis mesos i empènyer-los al nord del territori de Ruhunu (al sud de l'illa), i després es va coronar allí a si mateix com Vikramabahu de Ruhunu el 1029/1037. Els Chola mai van intentar subjugar l'illa sencera i només van ocupar tot Ceilan per un període d'aproximadament 10 o 20 anys. La resistència singalesa va tenir el suport de diversos prínceps pandyes contra el seu enemic comú. Els pandyes tenien una gran proximitat política i una relació marital amb els singalesos.
Durant el regnat de Rajadhiraja la situació va esdevenir complicada, ja que Vikrama Bahu de Ruhunu va llançar un atac total contra l'exèrcit tàmil per expulsar-lo de l'illa. Va ser assistit per un príncep pandya de nom Vikarama Pandya i per Jagatpala, un príncep de la llunyana Kanauj a l'Índia del nord. Rajadhiraja els va combatre i va matar aquests prínceps.
La versió del Mahavansa ha de ser agafat en la perspectiva correcta, ja que ella mateixa es declara com una crònica budista i el seu punt de vista se suposa que afavoria als budistes. No cal esperar que parli en termes elogiosos de reis no budistes. En qualsevol cas, com a mínim en guerra, el Chola va ser coneguts per ser molt intransigents amb els seus enemics i pensaven més en eliminar-los que en deixar-los lliures. Fossin els Chalukyes, els Pandyes o els reis Ilangai (Ceilan), el seu tractament era igual, cosa que els cronistes del Mahavamsa troben inhumà. El que era valent i intransigent en la guerra per part dels Chola va ser descrit com una conducta brutal quan descriu derrotes dels governants singalesos. El mateix Mahavansa esmenta tanmateix, prefereix no aportar llum en el saqueig i mort de comerciants i homes de negocis d'Índia del sud que visitaven l'Illa d'Ilangai o fins i tot mercaders tàmils que venien a comerciar a l'Illa. Tant els comerciants com els ciutadans normals del país tàmil eren regularment maltractats o saquejats merament perquè el singalesos no podien tolerar la seva presència a l'illa. Els reis Chola particularment en temps de Rajendra Chola I, quan van saber el mal tractament reservat als visitants tàmils que visitaven Ilangai, va agafar mesures puntuals per castigar els executors entre els singalesos locals, informació registrada en inscripcions tàmil.
Les províncies Chola de Ceilan eren una divisió administrativa separada de l'imperi. La meitat del sud era tanmateix una fortalesa singalesa en conflicte perpetu amb el Chola.
El príncep Kirti (Kirti II), fill de Vikrama Bahu esdevenia Vijayabahu I el 1058 i va agafar el lideratge de la resistència. Els generals victoriosos dels Chola van executar als generals singalesos capturats juntament amb membres de la seva família, principalment en revenja per les molèsties al comerç des de l'Índia del sud en l'illa de Ceilan amb saquejos, morts i confiscació de les riqueses.

### Continuació de les guerres Chalukya
Rajadhiraja volia sotmetre el creixent poder de l'Imperi dels Chalukya Occidentals i restaurar la influència Chola amb els Chalukyes Orientals de Vengi, i per això va dirigir personalment una expedició al país telugu el 1046. Va derrotar les forces Chalukya Occidentals en la batalla de Dannada al Riu Krishna i va calar foc al seu fort. Aquesta expedició va ser seguida per un bon nombre d'incursions al país Chalukya fetes per l'exèrcit Chola en les que van capturar diversos generals i feudataris dels Chalukya i van demolir el palau Chalukya a Kampali. Les victorioses forces Chola van travessar el riu Krishna i van aixecar un pilar de victòria a un lloc anomenat Yetagiri. Després de la batalla de Pundur de 1047 el victoriós Rajadhiraja va entrar a Kalyani, la capital dels vençuts Chalukyes, que va ser saquejada. Els Chola també van col·locar un pilar de victòria en Kolhapur o Kollapuram a Maharashtra.  La seva coronació va ser feta a Kalyanapura, després de la qual va assumir el títol Vijayarajendra. Someshvara I va ser exiliat a llocs com Rodda, Kadambalige i Kogali, territoris a les àrees del Nolambavadi.
El 1050 el rei Chalukya Someshvara va refusar el pagament de tribut al seu senyor Chola va aconseguir expulsar les forces Chola del seu territori i va usurpar el tron Chalukya del virrei Chola de Kalyani (modern Basavakalyan). També va enviar una expedició a Vengi per tal de reforçar l'hegemonia Chalukya Occidental sobre els Chalukyes Orientals que sempre havia considerat com el seu domini. S'especula també que Someshvara podria haver capturat Kanchi i Kalinga. Tanmateix, segons Nilakanta Sastri i Majumdar, aquests són suposicions sense base perquè Someshvara I tenia com a seus feudataris als Pandyes Uchangi i els Pallaves Nolamba que havien proporcionat refugi als seus predecessors Jayasimha II i Satyashraya. Els Pal·laves Nolamba pomposament van portar el birudas de 'Senyor de Kanchi', que podria fer creure que els feudataris dels Chalukyes governaven de Kanchi o ocupant Kanchipuram, sent ambdues presumpcions falses. També els Chola controlaven Kalinga a través del rei de Vengi com Vimaladitya i Rajaraja Narendra que estaven relacionats als reis Chola. Mentre Someshvara I va poder desestabilitzar Vengi per desplaçar temporalment a Rajaraja Narendra, aquest acte també va destorbar inicialment les connexions Chola amb Kalinga. Això tanmateix fou efímer perquè immediatament Rajadhiraja I va desencadenar la guerra contra Someshvara I i no només a Vengi o a Kalinga sinó a la mateixa capital Chalukya. Fou després d'haver-se preparat exhaustivament per la guerra que va emprendre el 1052 que va establir al seu germà més jove Rajendra Chola II com a co-regent en preferència als seus fills propis. Rajendra Chola sembla haver pujat al tron en 1054 perquè portà el títol Rajakesari des d'aleshores i el 1054, Rajadhiraja va envair el territori Chalukya.
Rajadhiraja va envair Rattamandalam (al sud de Karnataka) i immediatament va conquerir moltes parts del sud del territori Chalukya com Uchangi, Nulambavadi, Kadambalige, Kogali etc. Aquests desenvolupaments van sacsejar Someshvara I, qui s'havia donat el títol de Trailokyamalla després d'instal·lar el seu titella a Vengi i va haver de tornar enrere per salvar el seu propi regne i no va tenir cap opció sinó marxar contra els soldats Chola. Els dos exèrcits van xocar a un lloc anomenat Koppam a la riba del riu Krishna.
Algun temps després d'ascendre al tron, va col·locar a Rajendra Chola II com a co-regent. Rajendra Chola II regnaria junt amb Rajadhiraja fins que aquest últim va morir i llavors va quedar com únic rei.

## Mort en el camp de batalla
Fou un dels guerrers més grans i més valents de la dinastia Chola i va morir tristament sol en la batalla de Koppam. La manera en què va morir Rajadhiraja és coneguda com a Yanai-mel-thunjina Devar (el rei que va morir en el llom d'un elefant). Des del temps en què va ser escollit hereu pel seu pare fins al dia en què va morir en el camp de batalla, Rajadhiraja va portar la vida d'un rei de guerrer i va dirigir moltes campanyes en persona. Rajadhiraja fou abans de tot un soldat i possiblement el seu gran talent militar va ser la raó de ser preferit per la successió abans que un germà gran seu.

## Vida personal
Rajadhiraja va emprar el germà del seu pare, els seus propis germans, majors i més joves, en oficis importants d'estat i els va constituir en governants subordinats de regions del seu imperi. Sabem del títol (Trilokyam Udaiyar) més que el nom real d'una reina. Les seves reines no fuguren de manera prominent en els seus rècords. A part de Vijaya Rajendra, va agafar els títols de Virarajendra Varman, Ahavamally Kulantaka i Kalyanapurangondachola. Els seus fills semblen haver estat ignorats en la successió al tron Chola per un temps.